# Чаплина (община)
Град Чаплина (босн. и хорв. Grad Čapljina, серб. Град Чапљина), ранее община Чаплина (босн. и хорв. Opština Čapljina, серб. Општина Чапљина) — боснийская община, расположенная в Герцеговино-Неретвенском кантоне Федерации Боснии и Герцеговины. Административным центром является Чаплина.
Территория общины обладает богатым археологическим наследием и нетронутой дикой природой, позволяющей развивать сельский туризм.

## Население
По предварительным данным переписи в конце 2013 года население общины составляло 28 122 человека. По данным переписи населения 1991 года, в 33 населённых пунктах общины проживали 27 882 человека.

## Населённые пункты
Град Чаплина насчитывает 32 населённых пункта

| - Байовци - Биволе-Брдо - Вишичи - Габела - Гнилишта - Горица - Грабовина - Доляни | - Домановичи - Драчево - Дретель - Дубравица - Звировичи - Клепци - Локве - Опличичи | - Почитель - Пребиловци - Прчавци - Свитава - Станоевичи - Струге - Сьекосе - Тасовчичи | - Требижат - Хотань - Црничи - Чаплина - Челево - Шеваш-Ниве - Шурманци - Ясеница |